# ريتشارد ستيفنسون
ريتشارد ستيفنسون (بالإنجليزية: Richard Stephenson)‏ (12 أغسطس 1949 في زامبيا - ) هو لاعب كرة قدم زامبي في مركز الوسط، شارك في كأس الأمم الأفريقية 1974. وشارك مع منتخب زامبيا لكرة القدم. أما مع النوادي، فقد لعب مع باور ديناموز ونادي كابوي ويراريوز.